# أم الشقحان
أم الشقحان هي قرية فلسطينية، من قرى محافظة الخليل، تقع إلى الشرق من يطا. وهي من القرى التي احتلتها إسرائيل خلال حرب 1967.
تُدار بواسطة مجلس بلدي خلة المية.

## الموقع
يحدها قرية الرفاعية من الشرق، وقرية البويب من الشمال، وأم العمد (سهل واد الماء) من الغرب، وخلة المية من الجنوب. وتعتبر من ضمن تجمع بلدي يسمى خلة الميّة.

## السكان
بلغ عدد سكان القرية عام 2017 حوالي (605) نسمة وفق الجهاز المركزي للإحصاء الفلسطيني.

## الاحتلال الإسرائيلي
يحاصر الاحتلال القرية من جميع الجهات حيث توجد مستوطنة زيف، وأبراج ونقاط عسكرية مقامة على الأراضي التابعة لها، ومن جهة أخرى تقوم سلطات الاحتلال بتجريف الأراضي، واقتلاع أشجار الزيتون، وحرق المزروعات، وتسليم إخطارات للأهالي لهدم منازلهم كما هدمت بالفعل ثلاث منازل وهجرت سكان آخرين من منازلهم ومنعتهم من العودة إليها، مما أثر سلباً على الأهالي خصوصاً أنهم يعيشون على محاصيل الأراضي الزراعية ورعي الأغنام مما أدى إلى معاناة كبيرة لسكان القرية نتيجة هذا التدمير، وغالباً ما تمنع قوات الاحتلال أهل القرية من الوصول إلى أراضيهم حيث تم هدم الآبار الموجودة في تلك الأراضي من قبل قوات الاحتلال، والاستيلاء على مصادر المياه.